# مايكل كولسون
مايكل كولسون (4 أبريل 1988 بسكاربورو في المملكة المتحدة - ) (بالإنجليزية: Michael Coulson)‏ هو لاعب كرة قدم بريطاني في مركز جناح ‏. شارك مع منتخب إنجلترا لكرة القدم C ‏. أما مع النوادي، فقد لعب مع غريمسبي تاون ونادي بارنسلي ونادي يورك سيتي ونادي تشستر سيتي ونادي سكاربورو ونورثويتش فيكتوريا.

## وصلات خارجية
- مايكل كولسون على موقع قاعدة بيانات كرة القدم.إي يو (الإنجليزية)
- مايكل كولسون على موقع Soccerbase.com (لاعب) (الإنجليزية)